# 罗切拉瓦尔德莫内
罗切拉瓦尔德莫内（義大利語：Roccella Valdemone），是意大利西西里大区墨西拿廣域市的一个市镇。总面积40平方公里，人口714人，人口密度17.9人/平方公里（2009年）。ISTAT代码为083074。